# Saint-Plaisir
Saint-Plaisir é uma comuna francesa na região administrativa de Auvérnia-Ródano-Alpes, no departamento Allier. Estende-se por uma área de 55,43 km². Em 2010 a comuna tinha 388 habitantes (densidade: 7 hab./km²).